# Ascia monuste
Ascia monuste är en fjärilsart som först beskrevs av Carl von Linné 1764.  Ascia monuste ingår i släktet Ascia och familjen vitfjärilar. Inga underarter finns listade i Catalogue of Life.

## Bildgalleri

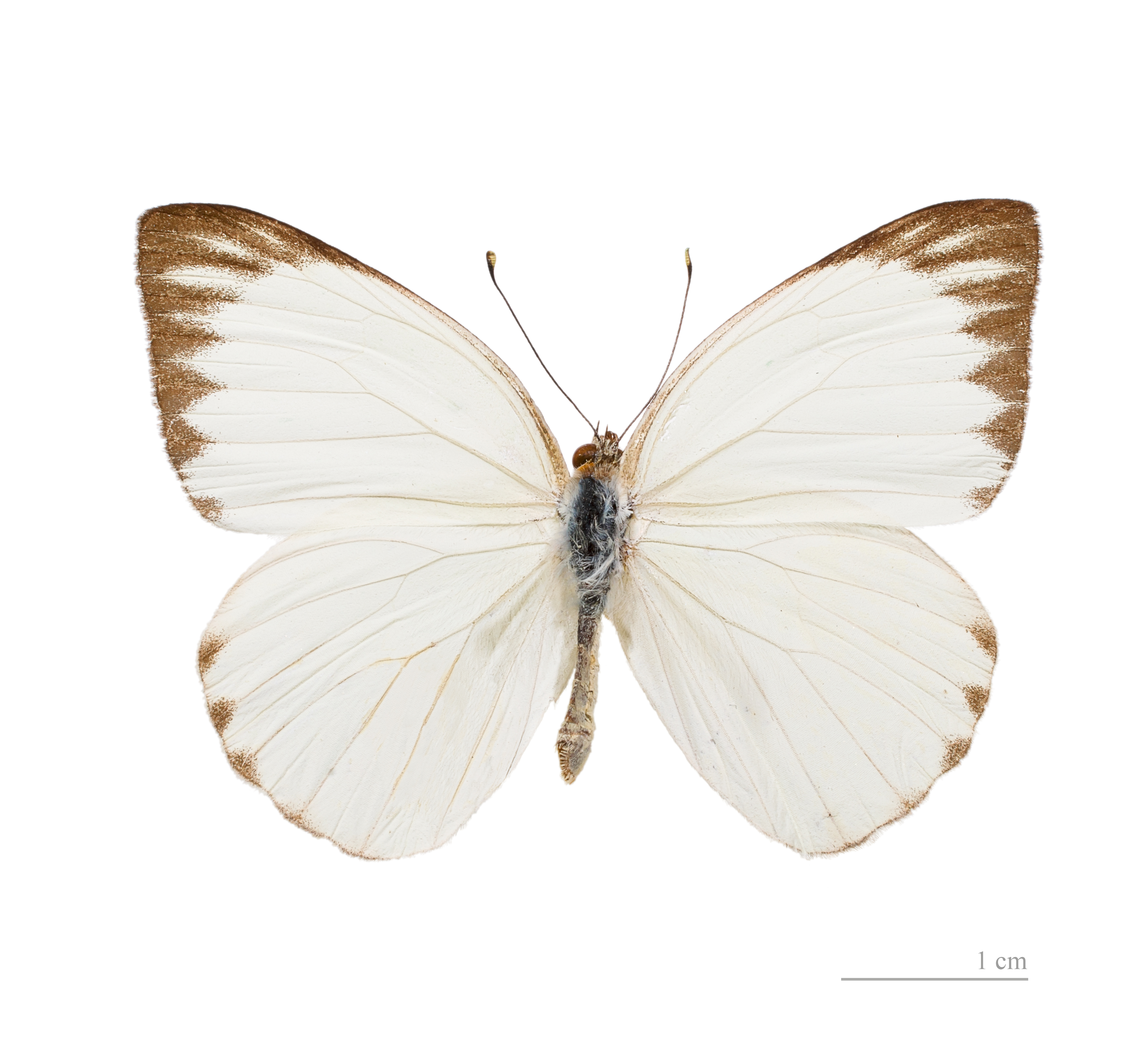
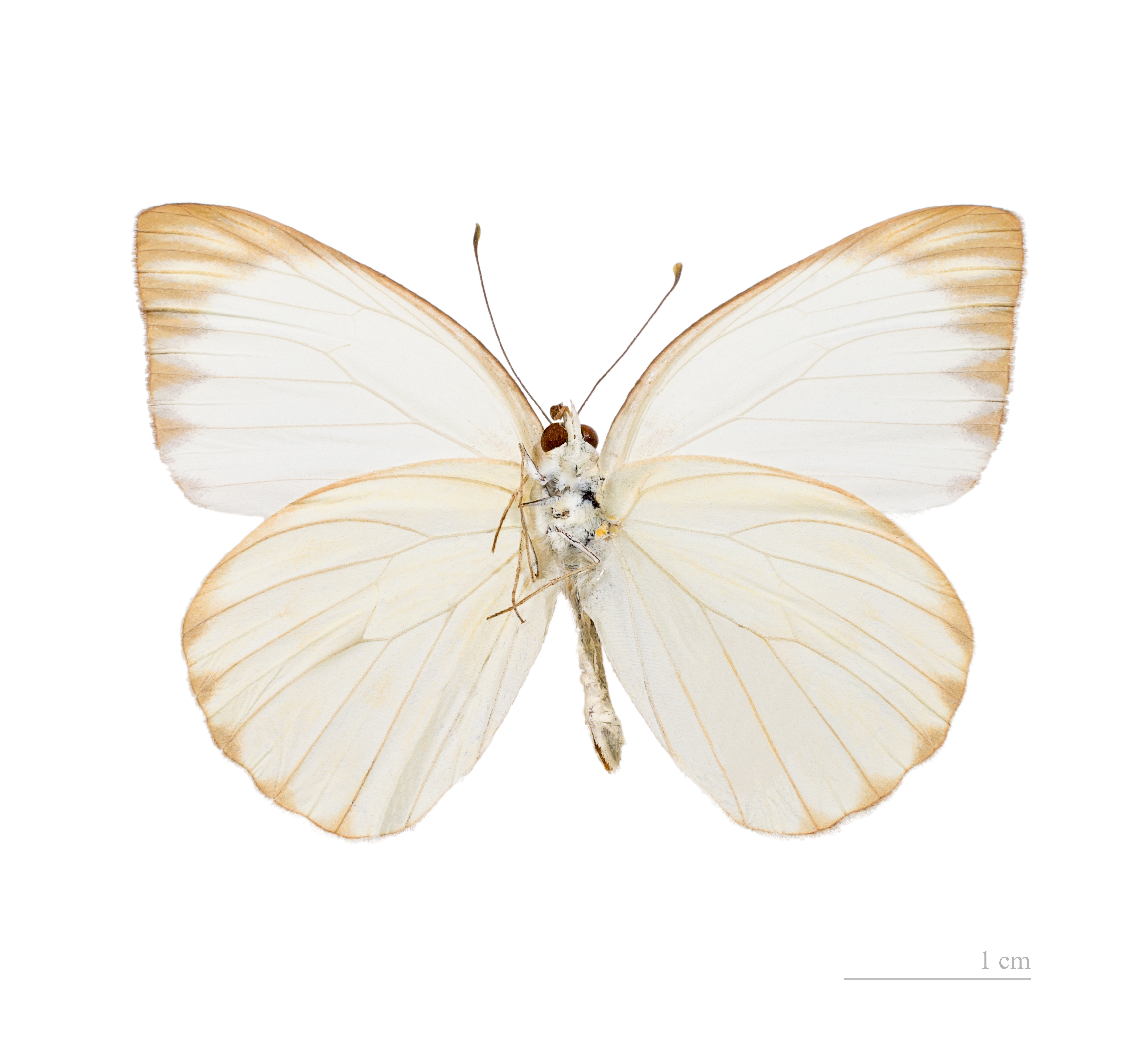
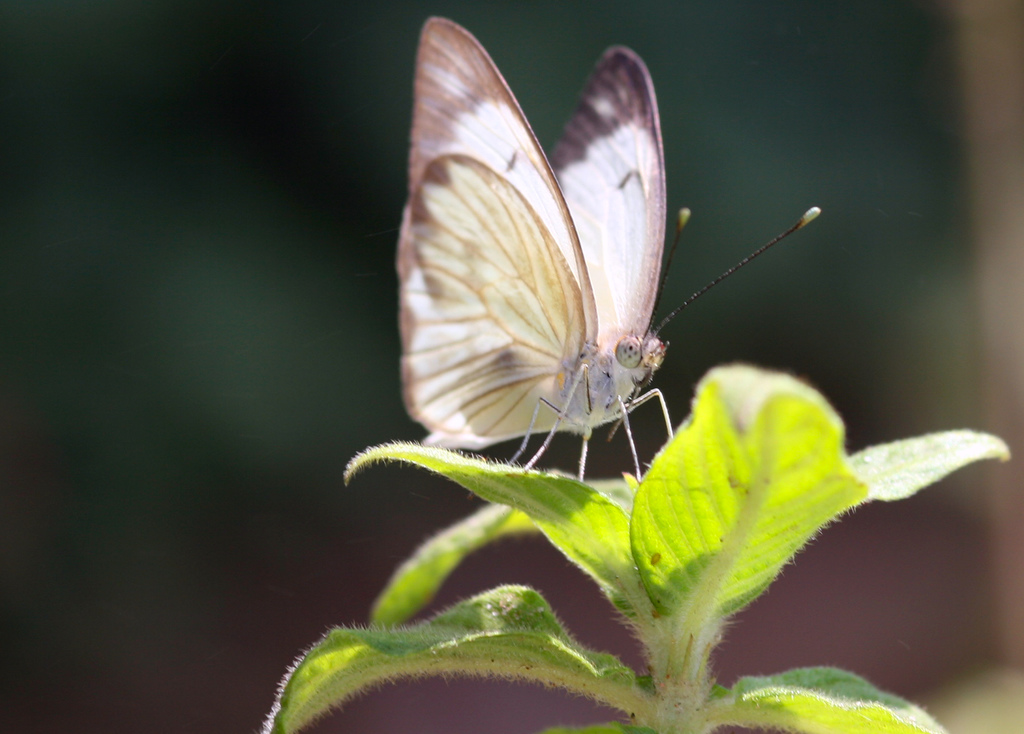